# 邯郸古地道
古地道，位于中国河北省邯郸市峰峰矿区，为一处规模较大的古地道遗址。1982年7月23日，古地道列入河北省文物保护单位。
古地道的历史年代为宋代，推测可能是宋人为防备金人入侵而建造。